# Левченко Валентин Григорович
Валентин Григорович Левченко (17 березня 1942, Житомир — 2004 Київ, Україна) — український радянський футболіст, півзахисник.

## Біографія
Вихованець київської дитячо-спортивної школи № 1. У 1959 році команда «Арсенал» отримала місце у турнірі класу «Б». Для виступу на більш високому рівні виникла потреба у підсиленні складу. Тренери Йосип Ліфшиць і Аркадій Ларіонов запросили до свого колективу Петра Зайця, Анатолія Матюхіна, Віталія Соболєва, Володимира Богдановича, Віктора Фоміна, Ігоря Балабу і Валентина Левченка. У першому сезоні молодий нападник провів лише третину матчів, а в наступному — став кращим бомбардиром «Арсенала» (18 забитих м'ячів).
На результативного форварда звернуло увагу керівництво «Динамо», але в новій команді Левченко грав здебільшого на іншій позиції — в середині поля. Під керівництвом Вячеслава Соловйова і Віктора Маслова провів чотири сезони, але так і не став гравцем основного складу: на поле виходив у 16 іграх першості СРСР і 4 кубкових матчах. Найбільшим здобутком у цей період стала перемога у чемпіонаті дублерів 1963 року і, відповідно, звання «Майстер спорту СРСР». За підсумками сезону був включений до списку 33-х кращих футболістів України (під третім номером).
11 жовтня 1964 року захищав кольори збірної УРСР проти молодіжної команди Німецької Демократичної Республіки. Матч на Центральному стадіоні Києва завершився перемогою господарів — 2:0 (відзначилися Варга і Лобановський). У складі української команди грали: Василь Гургач, Іван Вагнер, Сергій Круликовський, Анатолій Норов, Анатолій Александров, Володимир Левченко, Степан Варга, Анатолій Пузач (Георгій Кржичевський), Іштван Секеч, Валентин Левченко (Євген Корнієнко, Михайло Єрогов), Валерій Лобановський.
1965 року виступав за донецький «Шахтар», але по закінченні чемпіонату повернувся до Києва. Кар'єру продовжував в столичному армійському клубові і вінницькому «Локомотиві». 1970 року грав за ворошиловоградську «Зорю» в елітному радянському дивізіоні. Щоправда, залишив команду у розпал сезону. Завершив виступи на футбольних полях у складі сумської команди.

## Статистика
| Сезон             | Команда           | Чемпіонат | Чемпіонат | Чемпіонат | Кубок | Кубок |
| Сезон             | Команда           | Ліга      | Ігри      | Голи      | Ігри  | Голи  |
| ----------------- | ----------------- | --------- | --------- | --------- | ----- | ----- |
| 1959              | «Арсенал»         | Д-2       | 8         | 0         | —     | —     |
| 1960              | «Арсенал»         | Д-2       | 26        | 18        | —     | —     |
| 1961              | «Динамо»          | Д-1       | —         | —         | —     | —     |
| 1962              | «Динамо»          | Д-1       | 3         | 3         | —     | —     |
| 1963              | «Динамо»          | Д-1       | 9         | 1         | 2     | 0     |
| 1964              | «Динамо»          | Д-1       | 4         | 1         | 2     | 1     |
| 1965              | «Шахтар»          | Д-1       | 19        | 2         | —     | —     |
| 1966              | СКА               | Д-2       | 25        | 3         | —     | —     |
| 1967              | «Локомотив»       | Д-2       | 30        | 1         | —     | —     |
| 1968              | «Локомотив»       | Д-2       | 39        | 3         | 2     | 0     |
| 1969              | «Локомотив»       | Д-2       | 39        | 1         | 1     | 0     |
| 1970              | «Зоря»            | Д-1       | 8         | 1         | 1     | 0     |
| 1971              | «Спартак»         | Д-3       |           | 1         | —     | —     |
| 1972              | «Фрунзенець»      | Д-3       |           |           | —     | —     |
| Усього за кар'єру | Усього за кар'єру | Д-2       | 167       | 26        | 8     | 1     |
| Усього за кар'єру | Усього за кар'єру | Д-1       | 43        | 8         | 8     | 1     |